# Smerkliv, Tlumaci
Smerkliv (în ucraineană Смерклів) este un sat în comuna Nîjniv din raionul Tlumaci, regiunea Ivano-Frankivsk, Ucraina.

## Demografie
Componența lingvistică a localității Smerkliv
     Ucraineană (99,07%)
     Alte limbi (0,93%)
Conform recensământului din 2001, majoritatea populației localității Smerkliv era vorbitoare de ucraineană (99,07%), existând în minoritate și vorbitori de alte limbi.